# Led Zeppelin North American Tour 1973
Led Zeppelin North American Tour 1973 var en konsertturné med det brittiska hårdrocksbandet Led Zeppelin i USA och Kanada 4 maj - 29 juli 1973. Turnén var bandets nionde i Nordamerika. De hyrde en före detta United Airlines Boeing 720B för transporten av bandet. De tre sista konserterna i Madison Square Garden spelades in och användes till filmen och albumet The Song Remains the Same.

## Låtlista
En ganska typisk låtlista med viss variation är följande:
1. "Rock and Roll" (Page, Plant, Jones, Bonham)
2. "Celebration Day" (Jones, Page, Plant)
3. "Black Dog" (Page, Plant, Jones)
4. "Over the Hills and Far Away" (Page, Plant)
5. "Misty Mountain Hop" (Jones, Page, Plant)
6. "Since I've Been Loving You" (Page, Plant, Jones)
7. "No Quarter" (Page, Plant, Jones)
8. "The Song Remains the Same" (Page, Plant)
9. "The Rain Song" (Page, Plant)
10. "Dazed and Confused" (Page)
11. "Stairway to Heaven" (Page, Plant)
12. "Moby Dick" (Page, Jones, Bonham)
13. "Heartbreaker" (Bonham, Page, Plant)
14. "Whole Lotta Love" (Bonham, Dixon, Jones, Page, Plant)

Extranummer
- "The Ocean" (Bonham, Jones, Page, Plant)
- "Communication Breakdown" (Bonham, Jones, Page)
- "Thank You" (Page, Plant)

## Turnédatum
- 04/05/1973:  Fulton County Stadium - Atlanta
- 05/05/1973:  Tampa Stadium - Tampa
- 07/05/1973:  Jacksonville Coliseum - Jacksonville
- 10/05/1973:  Memorial Coliseum - Tuscaloosa
- 11/05/1973:  Kiel Auditorium - Saint Louis
- 13/05/1973:  Municipal Auditorium - Mobile
- 14/05/1973:  Municipal Auditorium - New Orleans
- 16/05/1973:  Sam Houston Coliseum - Houston
- 18/05/1973:  Memorial Auditorium - Dallas
- 19/05/1973:  Tarrant Country Convention Center - Fort Worth
- 22/05/1973:  Hemisphere Arena - San Antonio
- 23/05/1973:  University Arena - Albuquerque
- 25/05/1973:  Denver Coliseum - Denver
- 26/05/1973:  Salt Palace - Salt Lake City
- 28/05/1973:  San Diego Sports Arena - San Diego
- 31/05/1973:  The Forum - Inglewood (Kalifornien)
- 02/06/1973:  Kezar Stadium - San Francisco
- 03/06/1973:  The Forum - Inglewood
- 06/07/1973:  Chicago Stadium - Chicago
- 07/07/1973:  Chicago Stadium - Chicago
- 08/07/1973:  Market Square Arena - Indianapolis
- 09/07/1973:  Civic Center - Saint Paul
- 10/07/1973:  Milwaukee Arena - Milwaukee
- 12/07/1973:  Cobo Hall - Detroit
- 13/07/1973:  Cobo Hall - Detroit
- 15/07/1973:  Buffalo Memorial Auditorium - Buffalo
- 17/07/1973:  Seattle Center Coliseum - Seattle
- 18/07/1973:  Pacific Coliseum - Vancouver
- 19/07/1973:  The Spectrum - Philadelphia
- 20/07/1973:  Boston Garden - Boston
- 21/07/1973:  Civic Center - Providence, RI
- 23/07/1973:  Civic Center - Baltimore
- 24/07/1973:  Three Rivers Stadium - Pittsburgh
- 27/07/1973:  Madison Square Garden - New York *
- 28/07/1973:  Madison Square Garden - New York *
- 29/07/1973:  Madison Square Garden - New York *

(*=Filmades och spelades in till  filmen och albumet The Song Remains the Same)